# 極東鉄道支社
極東鉄道支社（ロシア語: Дальневосточная железная дорога）は、ロシア鉄道公開株式会社の支社（Филиал ОАО «РЖД»）の一つであり、従業員数は50,331人である。極東連邦管区に属する沿海地方、ハバロフスク地方、アムール州、ユダヤ自治州、サハ共和国、サハリン州のロシア鉄道線を管轄する。なお、アムール・ヤクーツク鉄道はロシア鉄道の直営鉄道ではなくヤクート鉄道による運営であるため管轄外である。

## 歴史
極東ロシアでの鉄道建設は1891年5月に開始された。1895年にはウラジオストク駅とダルネチェンスカ駅の間に極東最初の鉄道が開業した。1897年にはハバロフスク駅 - ウラジオストク駅間が全線開通した。1916年にはハバロフスク橋が完成し、現行のルートが全線完成すると共にアルハラ駅からウラジオストクへの直通列車の運行が開始された。1900年には 5,000人以上の鉄道労働者が雇われた。
革命後のロシア内戦の期間に極東鉄道の労働者は破壊された鉄橋の再建と緊急輸送路の確保を行わなければならなかった。鉄道の復旧は1924年 -25年の冬に運行の上で最重要であるハバロフスク橋の再建から始められた。1929年にはハンカ湖畔の支線が開通した。1931年にはシビルツェヴォ駅 - トゥリーログ駅間が開通した。1935-36年にかけてスチャンスキー炭田からの石炭輸送の増加のためにウグロヴァヤ - パルチザンスク間が再建された。1940年にはヴォロチャエフカ - コムソモリスク・ナ・アムーレ間とシビルツェヴォ - ヴァルフォロメエフカ間が開通した。 1941年にはビロビジャン - レニンスコエ間とパルチザンスク - ナホトカ間、スモリャニノヴォ - ドゥナイ間、パルチザンスク - セルゲイエフカ間、バラノフスキー - グヴォスデヴォが開通した。このように第二次世界大戦開戦までには極東鉄道は既にインフラとして成熟しており、極東への軍事物資の輸送を短期間に行うことが可能になっていた。1945年8月のソ連対日参戦および樺太・千島列島の占領の上でも重要な役割を果たした。 
1947年にはコムソモリスク・ナ・アムーレ - ソヴィエツカヤ・ガヴァニ間が開通し、太平洋に出るための第2のルートが完成したと共に距離も約1,000km短縮された。これに伴いサハリン州、マガダン州、カムチャツカ半島への輸送網も大きく改善された。しかし、1975年まではアムール川を渡る鉄橋が未完成だったため、夏季は鉄道連絡船で川を横断、冬季は専用のホームから発着しなければならなかった。1963年には狭軌の南サハリン鉄道局が極東鉄道局に編入され、1973年にはワニノ - ホルムスク（真岡）間にワニノ・ホルムスク鉄道連絡船が運行を開始した。

## 路線
- シベリア鉄道：アルハラ駅 - ビロビジャンI駅 - ハバロフスク駅 - ウスリースク駅 - バラノフスキー駅 - ウゴリナヤ駅 - ウラジオストク駅
  - レニンスコエ支線：ビロビジャンI駅 - レニンスコエ駅
  - トゥリーログ支線：シビルツェヴォ駅 - トゥリー・ログ駅
  - 旧東清鉄道：グロデコヴォ駅 - ウスリースク駅
  - ナホトカ支線：ウゴリナヤ駅 - アルチョーム駅（ - クネヴィッチ駅） - ナホトカ駅 - ミス・アスタフィエヴァ駅
- バラノフスキー・ハサン鉄道：バラノフスキー駅 - ハサン駅
- バイカル・アムール鉄道：ハニ駅 - コムソモリスク・ナ・アムーレ駅 - ワニノ駅 - ソヴィエツカヤ・ガヴァニ駅
  - 小バム支線：バモフスカヤ駅 - ティンダ駅
  - イズヴェストコーヴァヤ - チェグモムィン支線：イズヴェストコーヴァヤ駅 - ノーヴィ・ウルガル駅 - チェグモムィン駅
- ヴォロチャーエフカ・ジョムギ鉄道：（ハバロフスク駅 - ）デジニョフカ駅 - ヴォロチャーエフカII駅 - コムソモリスク・ナ・アムーレ駅 - ジョムギ駅
- サハリン鉄道：全線

## 参照
1. ↑  Information on the official website